# Terpna erionoma
Terpna erionoma är en fjärilsart som beskrevs av Swinhoe 1893. Terpna erionoma ingår i släktet Terpna och familjen mätare. Inga underarter finns listade i Catalogue of Life.